# 11. veljače
11. veljače (11. 2.) 42. je dan godine po gregorijanskom kalendaru.
Do kraja godine imaju još 323 dana (324 u prijestupnoj godini).

## Događaji
- 1531. – Henrik VIII. na čelu Anglikanske crkve.
- 1852. – Bokelj Ivan Visin isplovio iz Antwerpena na brodu Splendido. Kad je 7 godina kasnije doplovio u Trst, postao je prvi Hrvat koji je oplovio svijet. Učino je to za vlastiti račun i o vlastitu trošku.
- 1855. – Krunidba etiopskog kralja Tevodrosa II.
- 1858. – Gospa se ukazala u Lurdu, djevojčici Bernardici Suobirous.
- 1873. – Španjolski kralj Amadeo I. je abdicirao, proglasio na Cortes Generales da je španjolski narod "neukrotiv," i zatim napustio zemlju.
- 1906. – Papa Pio X. objavio encikliku Vehementer Nos.
- 1919. – Friedrich Ebert izabran za predsjednika republike u Njemačkoj.
- 1929. – Potpisan je prvi Lateranski sporazum kojim je Vatikan uspostavljen kao nezavisna suverena enklava unutar Italije
- 1963. – Beatlesi su započeli snimanje svojeg prvog albuma pod nazivom Please Please Me
- 1979. – Ajatolah Homeini preuzeo je vlast u Iranu, te je na posljetku postao vrhovni vođa Islamske republike.
- 1990. – Anti-apartheid aktivist Nelson Mandela, 27-godišnji politički zatvorenik, pušten je iz zatvora izvan Cape Towna, Južna Afrika.
- 1994. – Papa Ivan Pavao II. osnovao Papinsku akademiju za život
- 2011. – Nakon masovnih prosvjeda, egipatski predsjednik Hosni Mubarak je podnio ostavku
- 2013. – Vatikan objavljuje da se papa Benedikt XVI. odriče službe, zbog svoje poodmakle dobi
- 2020. – Svjetska zdravstvena organizacija proglasila je pandemiju koronavirusa

| - 1466. – Elizabeta od Yorka, engleska kraljica († 1503.) - 1535. – Grgur XIV., rimski papa († 1591.) - 1719. – Bazilije Božičković, hrvatski grkokatolički biskup († 1785.) - 1813. – Otto Ludwig, njemački književnik († 1865.) - 1839. – Josiah Willard Gibbs, američki teorijski fizičar, kemičar i matematičar († 1903.) - 1847. – Thomas Alva Edison, američki izumitelj i tehničar († 1931.) - 1856. – Antun Bauer, zagrebački nadbiskup († 1937.) - 1869. – Else Lasker-Schüler, njemačka književnica († 1945.) - 1877. – Milan Ogrizović, hrvatski pisac i dramatičar († 1923.) - 1890. – Stanko Bloudek, slovenski avio-konstruktor i sportski djelatnik († 1959.) - 1898. – Leó Szilárd, mađarski fizičar židovskog podrijetla († 1964.) - 1900. – Hans-Georg Gadamer, njemački filozof († 2002.) - 1909. – Joseph L. Mankiewicz, američki filmski redatelj i scenarist († 1993.) - 1915. – Richard Hamming, američki matematičar († 1998.) - 1920. – Faruk I., egipatski kralj († 1965.) - 1922. – Ela Peroci, slovenska književnica († 2001.) - 1926. – Leslie Nielsen, kanadsko-američki komičar i glumac († 2010.) - 1934. – Manuel Noriega, panamski diktator († 2017.) - 1936. – Burt Reynolds, američki glumac († 2018.) - 1943. – Albin Vidović, hrvatski rukometaš - 1952. – Josip Grbavac, hrvatski franjevac i etnograf - 1968. – Damir Vanđelić, hrvatski poslovni menadžer - 1969. – Jennifer Aniston, američka glumica - 1981. – Kelly Rowland, američka pjevačica i glumica - 1992. – Taylor Lautner, američki filmski glumac - 1997. – Rosé, novozelandska i južnokorejska pjevačica - 2005. – Roko Farkaš, hrvatski atletičar | - 244. – Gordijan III., rimski car (* 225.) - 641. – Heraklije, bizantski car (* 575.) - 731. – Grgur II., rimski papa (* 669.) - 824. – Paskal I., rimski papa - 1141. – Hugo od sv. Viktora, njemački filozof (* 1078. ili 1096.) - 1503. – Elizabeta od Yorka, engleska kraljica (* 1466.) - 1650. – René Descartes, francuski filozof, fizičar i matematičar (* 1596.) - 1799. – Lazzaro Spallanzani, talijanski biolog i isusovac (* 1729.) - 1825. – Josip Kašman, hrvatski operni pjevač (* 1847.) - 1829. – Aleksandr Sergejevič Gribojedov, ruski književnik (* 1795.) - 1868. – Léon Foucault, francuski fizičar (* 1819.) - 1898. – Rose Monteiro, engleska sakupljačica biljaka i prirodoslovkinja (* 1840.) - 1901. – Milan Obrenović, srbijanski kralj (* 1854.) - 1931. – Charles Algernon Parsons, britanski inženjer (* 1854.) - 1948. – Sergej Ejzenštejn, sovjetski filmski redatelj(* 1898.) - 1963. – Sylvia Plath, američka književnica (* 1932.) - 1968. - Pitirim Sorokin, rusko-američki sociolog (* 1889.) - 1972. – Colin Munro MacLeod, kanadsko-američki genetičar (* 1909.) - 1973. – Hans Daniel Jensen, njemački nuklearni fizičar i nobelovac (* 1907.) - 1978. – Harry Martinson, švedski književnik i nobelovac (* 1904.) - 1993. – Robert W. Holley, američki biokemičar i nobelovac (* 1922.) - 2011. – Emil Seršić, hrvatski arhitekt (* 1927.) - 2012. – Whitney Houston, američka pjevačica i glumica (* 1963.) |

## Blagdani i spomendani
- Svjetski dan bolesnika
- Blagdan: Dan osnutka nacije u Japanu
- Gospa Lurdska
- Dan neovisnosti: Vatikan

## Imendani
- Marija
- Mirjana